# Teven Jenkins

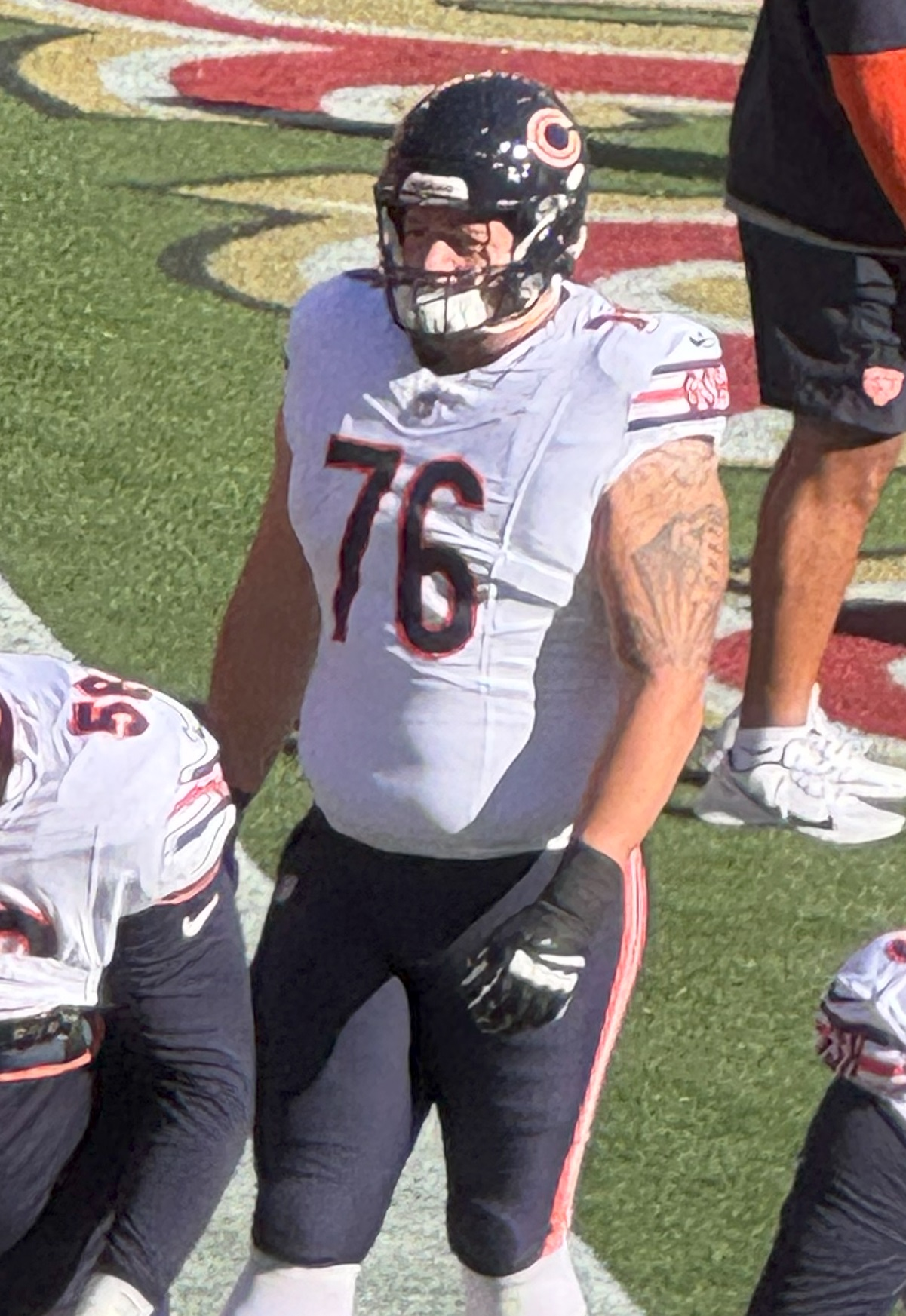
Teven Jenkins partido en el Levi's Stadium el 8 de diciembre de 2024.

Teven Bradlee Jenkins (Topeka, Kansas, 3 de marzo de 1998) más conocido como Teven Jenkins, es un jugador profesional estadounidense de fútbol americano que se desempeña en la posición de offensive tackle en Chicago Bears, equipo de la National Football League (NFL).

## Carrera
Fue seleccionado en la segunda ronda en la Reunión Anual de Selección de Jugadores de la NFL de 2021. Hizo su debut profesional con el equipo Chicago Bears, donde lleva jugando tres temporadas.